# Pulitzer-Preis 1947
Der Pulitzer-Preis 1947 war die 31. Verleihung des renommierten US-amerikanischen Literaturpreises. Es wurden Preise in 13, der insgesamt 14 Kategorien im Bereich Journalismus und dem Bereich Literatur, Theater und Musik vergeben.
Die Jury des Pulitzer-Preises bestand aus 15 Personen, unter anderem Joseph Pulitzer, Sohn des Pulitzer-Preis-Stifters und Herausgeber des St. Louis Post-Dispatch und Frank D. Fackenthal, Präsident der Columbia-Universität.

## Preisträger
| Kategorie                                                                        | Preisträger                                | Begründung |
| -------------------------------------------------------------------------------- | ------------------------------------------ | --- |
| Dienst an der Öffentlichkeit (Public Service)                                    | The Baltimore Sun                          | Preis verliehen für eine Serie von Artikeln von Howard M. Norton, die sich mit der Verwaltung des Arbeitslosengeldes in Maryland befasst und zur Verurteilung von 93 Personen führte. |
| Berichterstattung (Reporting)                                                    | Frederick Woltman, New York World-Telegram | Preis verliehen für die Berichterstattung über die Infiltration der USA durch Kommunisten.                                                                                            |
| Korrespondenz (Correspondence)                                                   | Brooks Atkinson, The New York Times        | Preis verliehen für seine Korrespondenzen im Jahr 1946, am Beispiel der Berichterstattung aus Russland.                                                                               |
| Berichterstattung im Inland per Telegrafie (Telegraphic Reporting – National)    | Edward T. Folliard, The Washington Post    | Preis verliehen für seine Artikelserie im Jahr 1946 über die Columbia Inc. |
| Auslandsberichterstattung per Telegrafie (Telegraphic Reporting – International) | Eddy Gilmore, Associated Press             | Preis verliehen für die Berichterstattung im Jahr 1946 aus Moskau. |
| Leitartikel (Editorial Writing)                                                  | William H. Grimes, The Wall Street Journal | Preis verliehen für die Leitartikel im Laufe des Jahres. |
| Karikatur (Editorial Cartooning)                                                 | Vaughn Shoemaker, Chicago Daily News       | Preis verliehen für Still Racing His Shadow. |
| Fotografie (Photography)                                                         | Arnold Hardy                               | Preis verliehen für die Fotografie einer fallenden Frau aus einem brennenden Hotel in Atlanta.                                                                                        |

| Kategorie                                                   | Preisträger |
| ----------------------------------------------------------- | --- |
| Roman (Novel)                                               | All the King's Men (dt. Titel: Das Spiel der Macht, Der Gouverneur und Des Königs Tross) von Robert Penn Warren |
| Theater (Drama)                                             | nicht vergeben                                                                                                  |
| Geschichte (History)                                        | Scientists Against Time von James Phinney Baxter III                                                            |
| Biographie oder Autobiographie (Biography or Autobiography) | The Autobiography of William Allen White von William Allen White                                                |
| Dichtung (Poetry)                                           | Lord Weary's Castle von Robert Lowell                                                                           |
| Musik (Music)                                               | Symphony No. 3 von Charles Ives                                                                                 |

Sonderpreis (Special Awards and Citations)
- Die Columbia University Graduate School of Journalism wurde mit dem Sonderpreis für ihre Bemühungen bei der Vergabe des Pulitzer-Preises ausgezeichnet.
- Ebenso wurde der St. Louis Post-Dispatch mit einem Sonderpreis ausgezeichnet für das Festhalten an den Idealen des Gründers Joseph Pulitzer.